# Rua de Passos Manuel
A Rua de Passos Manuel é uma das artérias emblemáticas da Baixa do Porto e localiza-se na freguesia de Santo Ildefonso da cidade do Porto, em Portugal.

## Origem do nome
O seu nome é uma homenagem a Manuel da Silva Passos (1801-1862), que ficou para a história como Passos Manuel. Este herói liberal, ligado à fação mais radical da Revolução liberal do Porto que mudou Portugal no século XIX, esteve no poder durante nove meses. A ele se deve a reforma do ensino, com a criação, entre outras, da Academia Portuense de Belas-Artes e da Academia Politécnica do Porto.

## Pontos de interesse
- Ateneu Comercial do Porto.
- Edifício do antigo Cinema Olímpia, projetado por João Queiroz
- Coliseu do Porto[1] da autoria de Cassiano Branco.
- Garagem Passos Manuel, desenhada pelo arquiteto Mário Abreu.
- Maus Hábitos (centro cultural)

A rua também é conhecida pela sua excelência na restauração portuense, nomeadamente com a Casa das Tortas, instalada no n.º 181 há mais de 100 anos, e com os restaurantes Escondidinho e Tripeiro.